# Gertrud Kille
Gertrud Kille (* 17. Januar 1925 als Gertrud Schlüter in Hamburg-Wandsbek; † 6. August 1978 in Glinde) war eine deutsche Kugelstoßerin und Fünfkämpferin.

## Leben
Bei den Olympischen Spielen 1952 in Helsinki wurde sie Fünfte mit 13,84 m.
1947, 1948, 1951 und 1952 (mit dem nationalen Rekord von 14,61 m) wurde sie Deutsche Meisterin im Kugelstoßen und 1947 Deutsche Meisterin im Fünfkampf.
Gertrud Kille startete für den SV St. Georg von 1895 und fiel durch selbstgestrickte Shorts auf, die sie den langen, weiten Hosen der damaligen Sportmode vorzog. Nach der Olympiateilnahme beendete sie ihre sportliche Laufbahn, um zusammen mit ihrem Ehemann ein Autohaus in Glinde aufzubauen, dessen Leitung sie nach dem Tod ihres Mannes übernahm. Im Alter von 53 Jahren starb sie bei einem Unfall.